# Chartreuse du Paradis-de-Marie de Gdańsk
 (mars 2025).
La chartreuse du Paradis-de-Marie de Gdańsk, en latin : Paradisum Mariae, ou en allemand : Marienparadies, est une ancienne chartreuse de Prusse, à Kartuzy, aujourd'hui en Pologne, en Poméranie, à 40 km à l’ouest de la ville de Gdańsk .

## Histoire

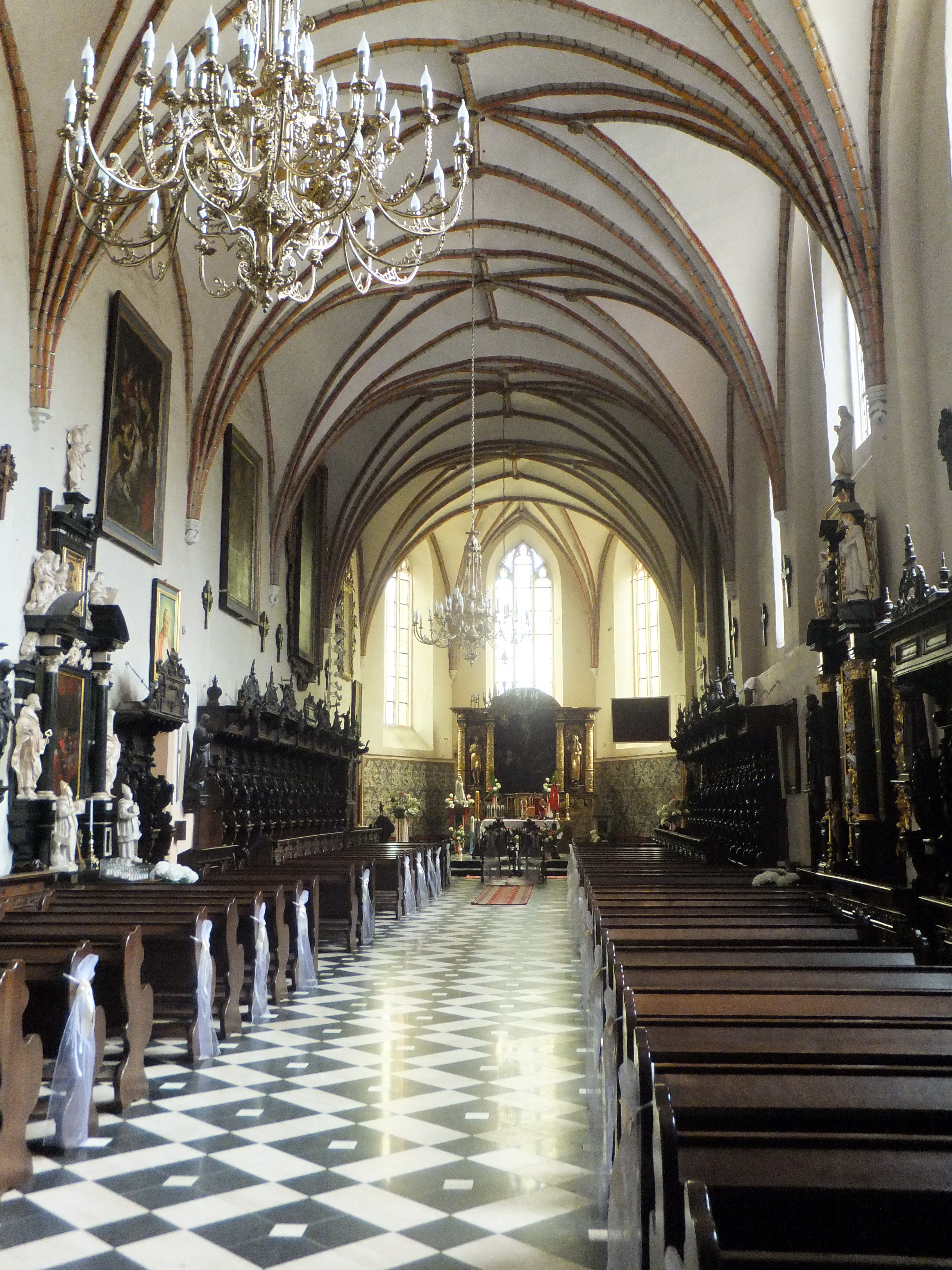
Intérieur de l'église

La chartreuse Domus Paradisi Mariae (du Paradis de Marie) est fondée en 1380 dans l'état monastique des chevaliers Teutoniques. C'est ensuite la seule en Prusse royale. Son premier prieur, Johann Deterhus, est originaire de Westphalie. Le monastère se trouve à une quarantaine de kilomètres de Dantzig (aujourd'hui Gdańsk), au nord de la Turmberg, entre deux lacs, celui du Cloître (Klostersee) au nord et celui de la Cruche (Krugsee) au sud. Le monastère bénéficie dès l'origine de donations importantes de l'ordre Teutonique. L'église gothique est bâtie entre 1380 et 1405 et consacrée en 1403 à Notre-Dame du Paradis, c'est-à-dire à l'Assomption de la B.V.M.
La plupart des seize cellules (maisonnettes individuelles des moines avec jardinet) sont financées (on parle de « fondation ») par les bourgeois de Dantzig. Au fil du temps, le domaine de la chartreuse s'agrandit grâce aux dons et legs de la population et à des achats de terrains. Des verreries, goudronneries et charbonneries sont établies par les moines dans leurs forêts. Des colons paysans s'installent dans les clairières autour de la chartreuse. Beaucoup viennent de Poméranie et après la Réforme sont de confession protestante.
Les luthériens saccagent le monastère en 1525. À l'époque de la Réforme, les vocations se tarissent à la chartreuse ; il n'y a plus que quatre moines de chœur (hormis les frères convers) en 1541. Aussi est-elle placée sous l'administration de l'abbaye cistercienne d'Oliva en 1565, et elle fusionne même avec cette dernière entre 1580 et 1589. Les chartreux réussissent à récupérer leurs biens en 1589. La situation se redresse au XVIIe siècle, si bien que des moines de Marienparadies fondent la chartreuse de Bereza en 1648 dans le grand-duché de Lituanie à l'appel du chancelier du grand-duché de Lituanie, Casimir Léon Sapieha (pl). Les stalles du chœur des moines sont refaites en 1641 et 1677. Le monastère est envahi par les troupes suédoises en 1705. L'intérieur de l'église est refait en style baroque entre 1731 et 1733. En 1734, la chartreuse souffre à cause du siège de Dantzig. Par la suite, la chartreuse connaît une période de prospérité. Son prieur Georg Schwengel rédige en 1760 un Apparatus ad annales Cartusiae paradisi B.V.M. qui retrace toute l'histoire de la chartreuse, grâce à des extraits de la fondation et aux actes de la chartreuse.
La chartreuse fait partie avec la Pomérélie du royaume de Prusse en 1772. C'est la seule chartreuse du royaume.
En 1826, le monastère est supprimé par le royaume de Prusse avec l'accord du Saint-Siège (par la bulle De salute animarum de 1821). L'église gothique devient une église paroissiale en 1849, lorsque le bourg de Karthaus (ce qui signifie « Chartreuse » en allemand) est érigé en paroisse. Ce bourg s'appelle aujourd'hui Kartuzy en polonais, ce qui est la même traduction.

## Illustrations

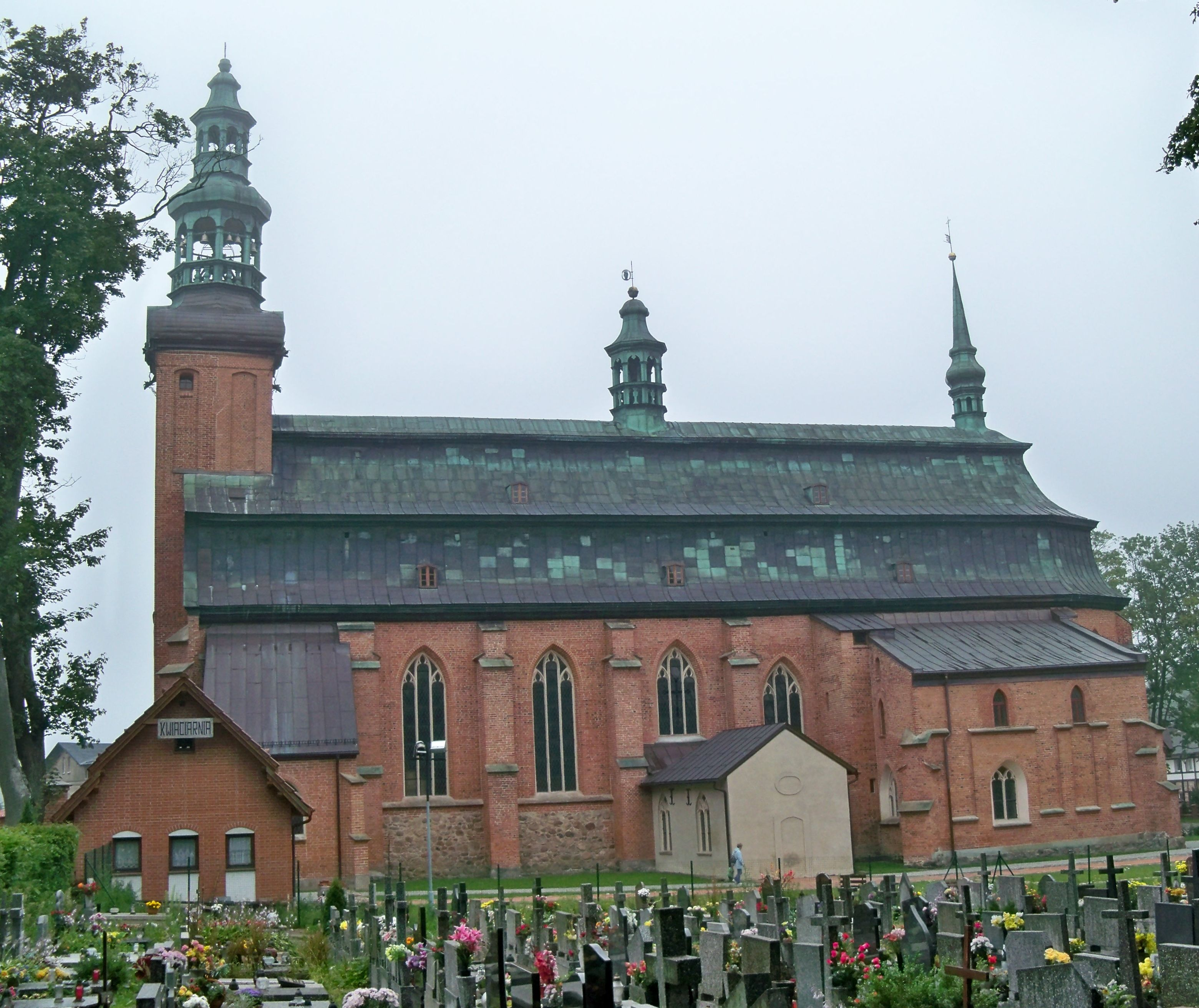
Vue de côté de l'église
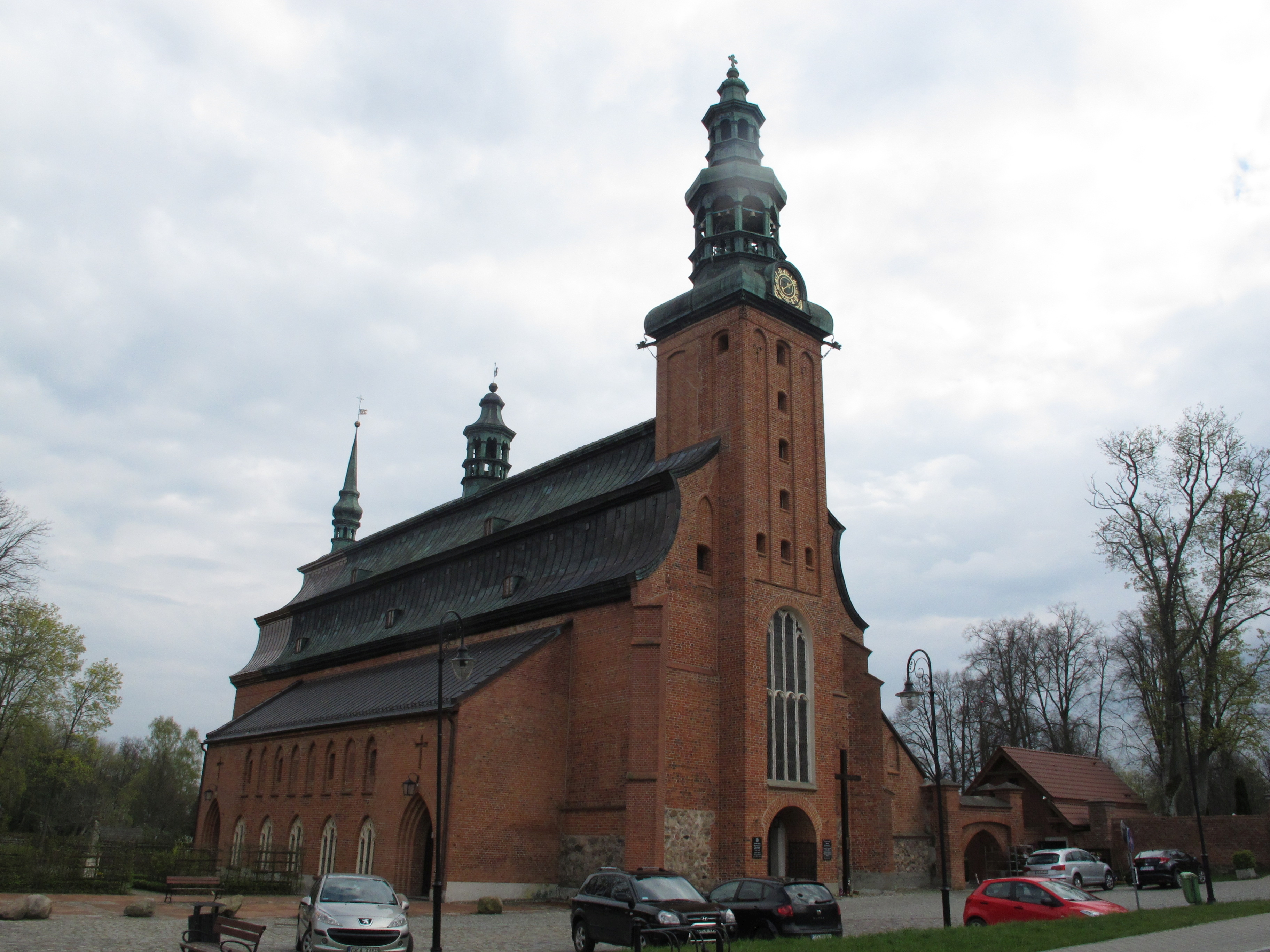
L'église gothique de l'ancienne chartreuse
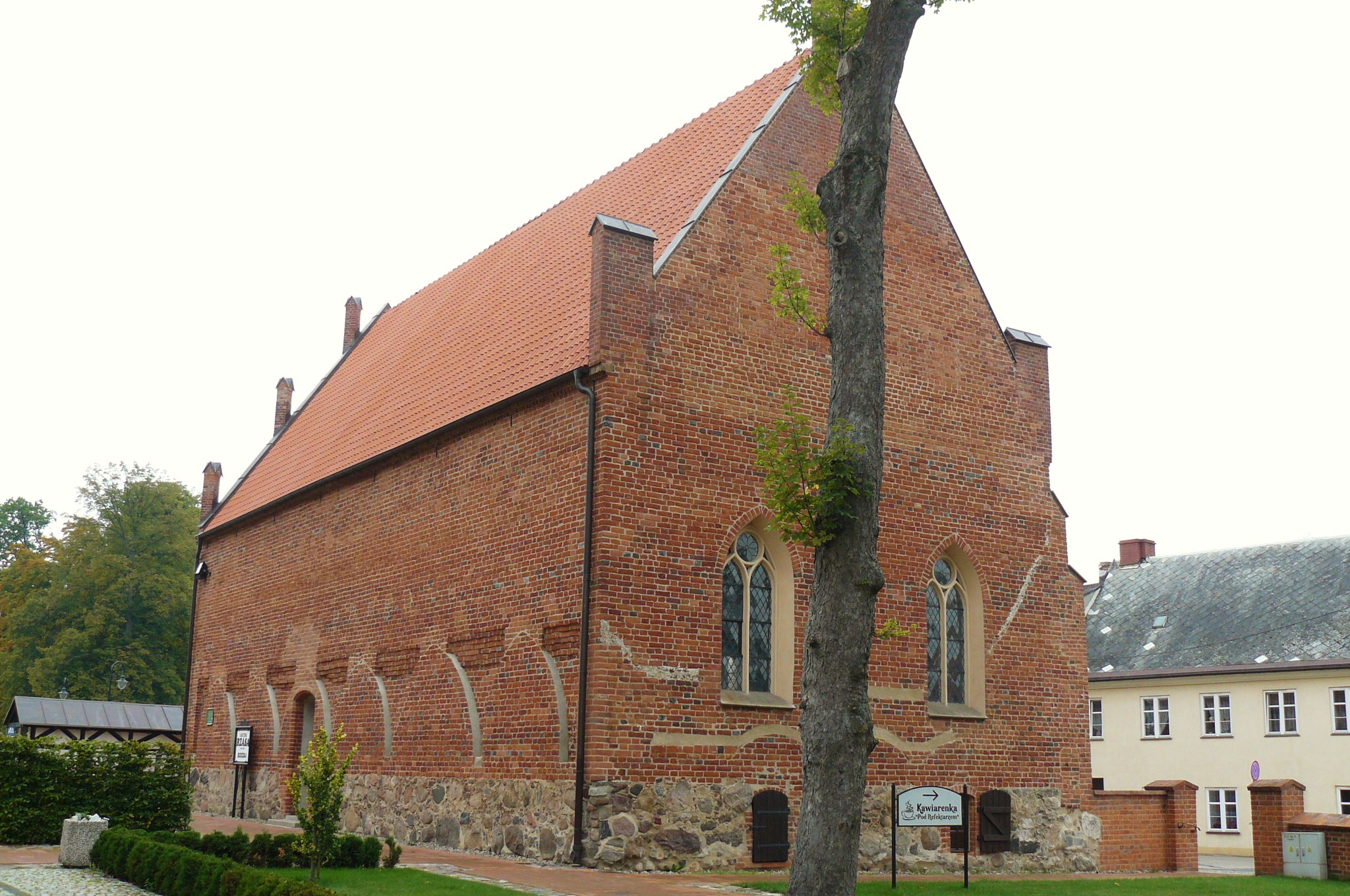
Reste de la chartreuse
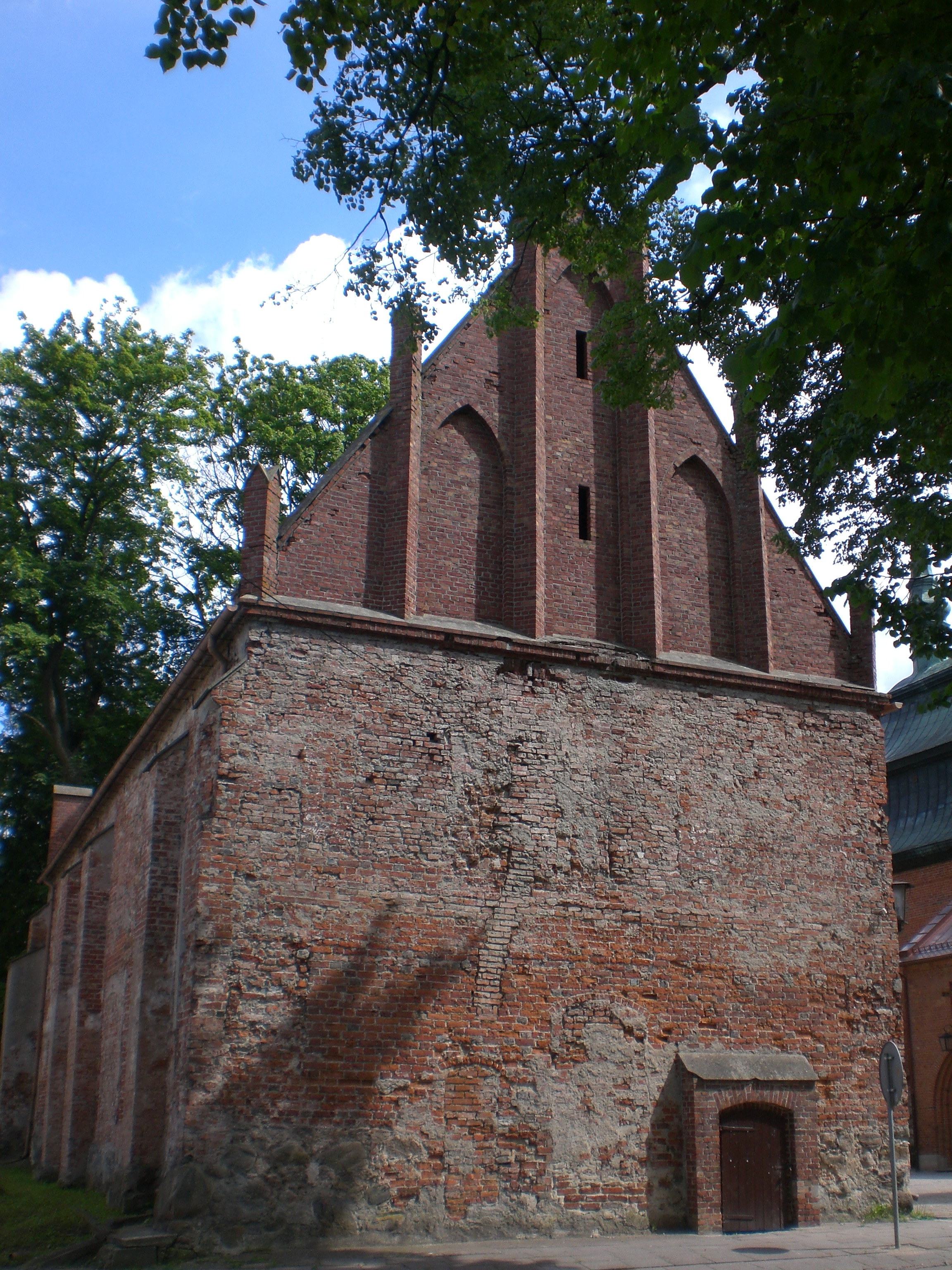
Reste de la chartreuse
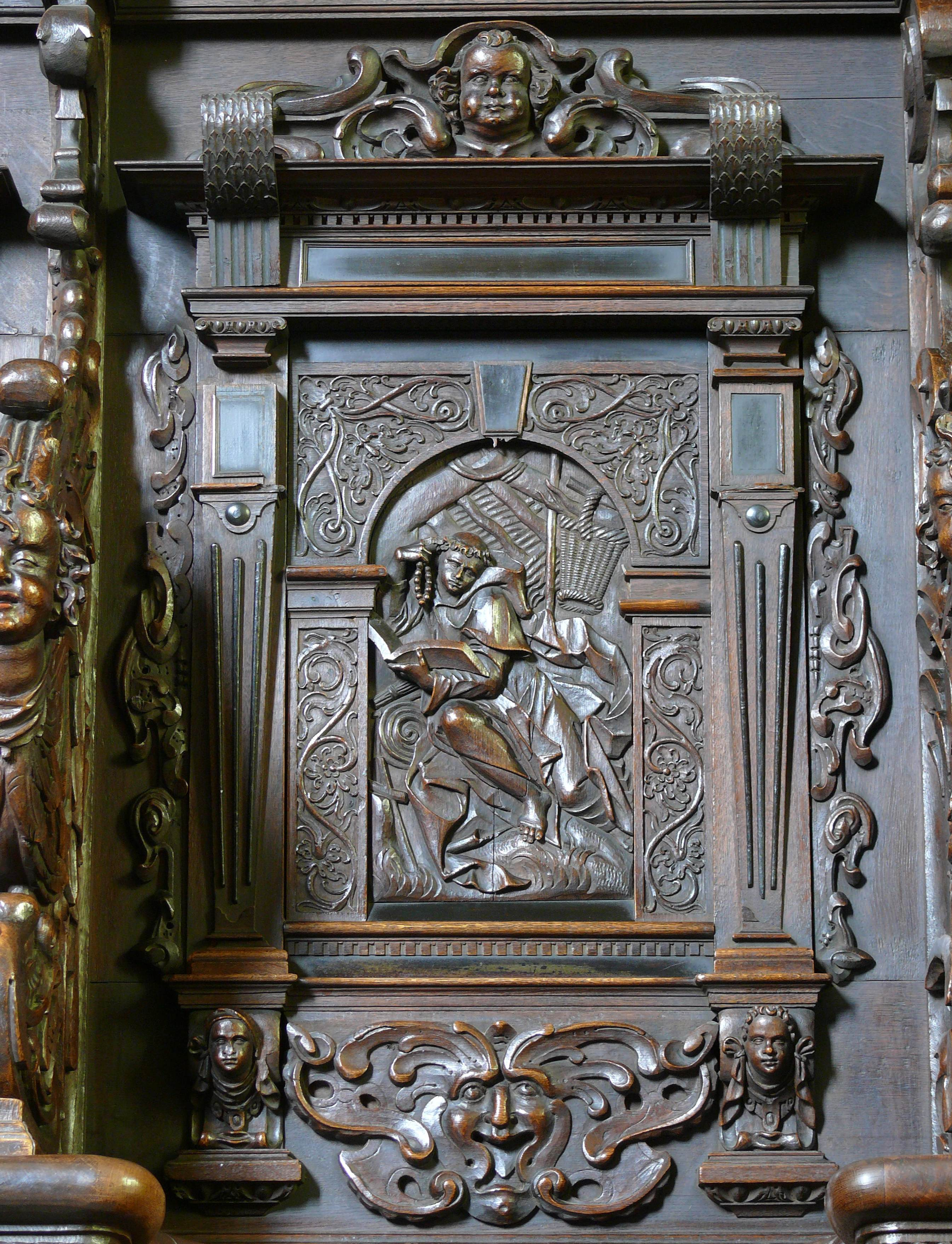
Détail d'une des stalles des moines

## Intérieur de l'église

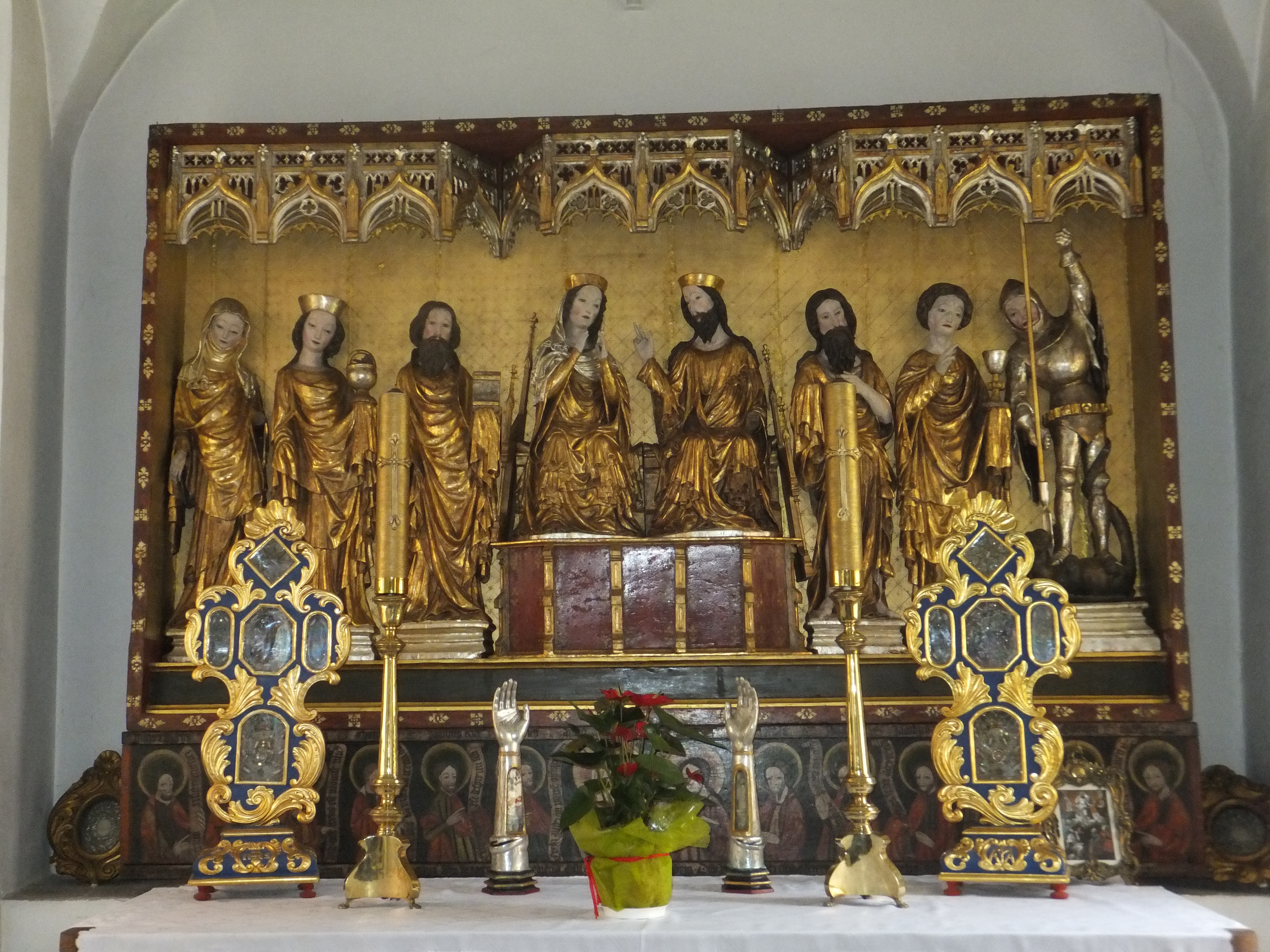
Autel gothique (1444) de la chapelle dorée

L'élément le plus précieux de l'église est visible dans la chapelle dite « chapelle dorée » de l'église (placée sous le vocable de l'Assomption). Il s'agit d'un ensemble sculpté du gothique tardif germanique absolument unique et réalisé en 1444 dans un atelier de Dantzig. C'est un triptyque de bois sur fond doré qui a fait partie du maître-autel jusqu'en 1639. À ce jour, seule la partie centrale du retable et de la prédelle a survécu. L'ensemble se trouve dans une chapelle de l'église. Le Christ et la Sainte Vierge sont assis chacun sur un trône en hauteur avec à droite saint Jean-Baptiste, saint Jean l'Évangéliste et saint Georges. À gauche, trois figures difficiles à identifier - un saint avec un modèle d'église entre les mains et deux saintes. La prédelle, quant à elle, est ornée d'une peinture du Christ, de Marie et des douze apôtres, six de chaque côté.
Dans la nef, il y a quatre autels latéraux devant les murs nord et sud, surmontés de tableaux d'autel montrant : La Cène du Seigneur, œuvre de 1678 du maître Hans Caspar commandée par le prieur Dom Johannes Billstein avec un autel de marbre noir et d'albâtre anglais blanc ; Tous les Saints ; Les Rois Mages et La Nativité du Seigneur, ces trois derniers autels ayant été sculptés par Matthias Scholler et commandés par le successeur de Johannes Billstein, Dom Laurentius Fendrich.
À l'avant de la nef, dans ce qui était le chœur des moines prêtres, se trouvent de chaque côté les rangées de stalles en bois dans le goût baroque. Ce sont des chefs-d'œuvre de boiserie finement sculptée. La première rangée a été installée la veille de la fête de saint Bruno (fondateur de l'ordre en 1084), le 5 octobre 1643 ; et la seconde rangée a été installée en 1677. Les premières stalles selon l'ancienneté se trouvent du côté sud avec des représentations des apôtres et les autres du côté nord représentent des chartreux, ermites et saints patrons des chartreux. Au fond de la nef, en allant vers l'entrée, se trouvent des panneaux de stalles des deux côtés plus modestes qui représentent les Évangélistes et des scènes de la Passion. Cette partie de l'église était destinée aux frères convers.
De chaque côté du maître-autel, les murs sont recouverts dans leur partie basse par des panneaux de cuir de Cordoue commandés en 1685 par Dom Laurentius Fendrich pour la somme importante de 270 florins. Cette commande comprenait soixante panneaux à l'origine. Elle a été honorée pour la visite dans la région de Dantzig, en Prusse royale - et à donc à la chartreuse - du roi Jean III Sobieski. L'artiste a réalisé des tulipes, des tournesols, des grenades, des poires et des pommes, des guirlandes de fleurs, y compris un papillon, un paradis pour oiseaux et un écureuil en noyer. Dans ce monde végétal et animal riche, il y a aussi des putti qui jouent avec des fleurs et des fruits. Le tout est sur fond or et argent avec des tons de rouge et de vert.